# Илия Пасков
Илия Пасков или Пасхов е български просветен деец, духовник и революционер, деец на Вътрешната македонска революционна организация.

## Биография
Пасков е роден в 1837 година в неврокопското село Осиково, тогава в Османската империя, днес в България. Учи в Банско и става учител в Осиково, Лъки и Сатовча. Развива активна дейност в българската църковна и просветна борба за нациоална еманципация от Вселенската патриаршия. През 1869 година участва в Народения събор в Гайтаниново, на който е взето решение за отказване от Вселенската патриаршия. В 1873 година е сред учредителите на учителско дружество „Просвещение“ в Неврокоп.
По-късно става свещеник и по доноси на неврокопския гръцки владика многократно е преследван от властите. В края на XIX век влиза във ВМОРО.
Умира в 1912 година в родното си село. Баща е на Васил Пасков.